# Cis abyssinicus
Cis abyssinicus là một loài bọ cánh cứng trong họ Ciidae. Loài này được Guérin-Méneville miêu tả khoa học năm 1847.